# Шабуни (Пуховицький район)
Шабуни (біл. вёска Шабуні) — село в складі Пуховицького району Мінської області, Білорусь. Село підпорядковане Новопольській сільській раді, розташоване в центральній частині області.